# فياني
فياني (بالفرنسية Vianney) مغنّي ومؤلف موسيقي فرنسي وهو الفائز بلقب أفضل فنان Revelation في فرنسا للعام 2016 في الـ Victoires de la Musique بعد إصداره ألبومه المهم Idées blanches عام 2014.
ولد فياني بيورو (بالفرنسية Vianney Bureau) في Pau في 13 فبراير / شباط 1991 وهو يعزف الإيتار والبيانو. له عدة أغاني مشهورة ظهرت على لائحة الأغاني الفرنسية SNEP بالإضافة إلى لوائح الأغاني في بلجيكا وسويسرا.

## الألبومات
- 2014: Idées blanches
- 2015: Idées blanches - Les acoustiques

## السينغلز
- 2014 : Je te déteste
- 2014 : Pas là
- 2015 : Veronica
- 2015 : Les gens sont méchants
- 2015 : On est bien comme ça
- 2016 : Les filles d'aujourd'hui مع جويس جوناتان

## وصلات خارجية
- فياني على موقع IMDb (الإنجليزية)
- فياني على موقع ألو سيني (الفرنسية)
- فياني على موقع ميوزك برينز (الإنجليزية)
- فياني على موقع أول ميوزيك (الإنجليزية)
- فياني على موقع ديسكوغز (الإنجليزية)
- فياني على موقع ديسكوغز (الإنجليزية)
- فياني على موقع قاعدة بيانات الفيلم (الإنجليزية)
- فياني على موقع ليتربوكسد (الإنجليزية)
- فياني على موقع كينوبويسك (الروسية)

- الموقع الرسمي